# Sistema electoral del Perú
El  sistema electoral del Perú es el nombre que da la Constitución política del Perú al conjunto de instituciones encargadas de la organización, planificación y ejecución de los distintos procesos electorales que se llevan a cabo en el país. Todas ellas tienen su sede en la capital, Lima. El sistema electoral tiene por finalidad asegurar que las votaciones traduzcan la expresión auténtica, libre y espontánea de los ciudadanos; y que los escrutinios sean reflejo exacto y oportuno de la voluntad del elector expresada en las urnas por votación directa..

## Historia
En los inicios de la República, la tarea de organizar y llevar adelante las elecciones era una labor que se repartían tanto el Poder ejecutivo como el Poder Legislativo. Recién en 1931, con la creación del Jurado Nacional de Elecciones es que se tuvo un ente autónomo e independiente encargado de asumir las tareas electorales. De esa manera, este organismo asumió la labor de crear el padrón de todos los ciudadanos peruanos, otorgarles su cédula de identidad (denominada antiguamente Libreta Electoral), coordinar todas las necesidades logísticas antes, durante y después de los procesos eleccionarios y, finalmente, realizar el escrutinio y proclamar los resultados. Asimismo tuvo facultades jurisdiccionales para resolver los asuntos contenciosos que sobre materia electoral se presentaban.
Con la promulgación de la Constitución de 1993, el Jurado Nacional de Elecciones fue dividido en tres organismos distintos, formando así lo que actualmente se conoce como el Sistema Electoral.

## Entidades que lo conforman
El Sistema Electoral está conformado por las siguientes entidades:
- Jurado Nacional de Elecciones - JNE. Dedicado a administrar e impartir justicia electoral y fiscalizar la legalidad de los procesos electorales.

- Oficina Nacional de Procesos Electorales - ONPE. Dedicada a organizar y ejecutar los procesos electorales, dictar disposiciones para mantener el orden y la protección de las personas durante elecciones.

- Registro Nacional de Identificación y Estado Civil - RENIEC. Dedicado a preparar y actualizar el padrón electoral en coordinación con la ONPE. Este proceso se lleva a cabo cada 15 años.